# ナンサナ
ナンサナ(英語：Nansana)はウガンダの中央地域中央部のワキソ県の都市。人口は約53万人（2020年）。

## 地理
ナンサナは首都カンパラとホイマを結ぶ主要道沿いに位置する。
道なりではカンパラの約13km北西に位置する。

## 人口
- 2002年：6万2044人
- 2010年：8万6200人
- 2011年：8万9900人
- 2014年：36万5124人[3][4]